# つのだたかし
つのだ たかし（1946年3月30日 - ）は、日本のリュート奏者。本名は角田隆（読み方同じ）。漫画家のつのだじろうは実兄。歌手・作曲家・ドラマーのつのだ☆ひろは実弟。ベーシスト・作詞家・作編曲家の角田隆太の実父。福島県出身。
自らのレーベルとして「ダウランド アンド カンパニイ (Dowland & Company) 」を主催する。レーベル名はジョン・ダウランドに由来する。

## 経歴
兄の角田喜代一・つのだじろうが設立に関与したスタジオゼロでアニメーターを務めたのち、リュート演奏の趣味が高じてドイツに留学する。ケルン音楽大学リュート科で、ヴァルター・ゲルヴィッヒの高弟であるミヒャエル・シェファーに師事し卒業。主にルネサンス・バロックリュート等の演奏活動を行う。
1984年、中世西洋音楽・ルネサンス音楽およびオリジナル曲を演奏する古楽器アンサンブル「タブラトゥーラ」を結成。
1990年、カトリック女子修道会の女子パウロ会プロデュースにより、ヨーロッパ中世・ルネサンス期の宗教音楽をレパートリーとする古楽アンサンブル「アンサンブル・エクレジア (Ensemble Ecclesia) 」を結成。以降「アンサンブル・エクレジア」名義で女子パウロ会より多数アルバムを発表する。「エクレジア」はギリシア語で「教会」の意味。
1990年より、声楽家（メゾ・ソプラノ歌手）の波多野睦美とリュートソング・デュオを組む。
1996年、TBSテレビの人物ドキュメンタリー番組『いのちの響』に出演。
1999年、カゴメのパスタソース「アンナマンマ」テレビCM曲に「シチリアーナ～リュートのためのアリア～」が採用される。曲への反響が大きくCD化。

## ディスコグラフィー
※は廃盤。タブラトゥーラのディスコグラフィーは当該記事を参照。出典：Dowland & Company 公式サイト

### つのだたかし名義でのソロアルバム
- リュート（1989年）2015年再発
- シチリアーナ～リュートのためのアリア～（1999年）※

カゴメ「アンナマンマ」CM曲を収録したミニアルバム
- 静かな音楽（2000年）※
- 時どき静かに（2004年）[7] ※
- 南に帰る（2007年）

### 波多野睦美とのデュオ・アルバム
- 悲しみよ とどまれ（1992年）
- サリー・ガーデン（1994年）
- 古歌（1997年）
- オフィーリアの歌（1999年）※
- ルネサンス ポートレイト Renaissance Portrait（1999年）

1999年までの4枚のアルバムから選曲した、海外向けベストアルバム
- イスパニアの歌（2002年）※
- アルフォンシーナと海（2003年）※
- 優しい森よ（2004年）
- 夜の歌（2008年）

### その他の声楽家とのデュオ・アルバム
- 牧野正人＆つのだたかし

悲しみのオルフェーオ（1991年）
- エヴリン・タブ＆つのだたかし

涙の形 The Alchemy of tears（2006年）
- 冨山みずえ＆つのだたかし

柳の歌（2010年）
- ロベルタ・マメリ＆つのだたかし

アリアンナの嘆き（2009年）
ラクリメ・アモローゼ（2011年）
- 嶋﨑裕美＆つのだたかし

オリンピアの嘆き（2014年）
- 柴山晴美＆つのだたかし

スペインのロマンセ（2017年）
- 石丸幹二＆つのだたかし

武満徹のうた（2016年）
- 鈴木美紀子＆つのだたかし

美しいフランスの歌（2012年）
美しい人は愛の庭に（2019年）
- 小倉麻矢＆つのだたかし

流れよ 私の涙（2019年）